# Багрий, Иван Степанович
Иван Степанович Багрий (укр. Іван Степанович Багрій; 16 ноября 1911 год, Хорол — дата смерти неизвестна) — директор Балкашинской МТС Молотовского района Акмолинской области, Казахская ССР. Герой Социалистического Труда (1957).

## Биография
Родился в 1911 году в городе Хорол (ныне — Полтавская область Украины).
Окончил Хорольский техникум механизации сельского хозяйства (1933). Работал в колхозах Брянской области. Служил в Красной Армии. После армии некоторое время трудился в Киеве на машиностроительном заводе.
С 1940 года — заведующий мастерскими Косбармакской МТС, старший механик Преображенской и Сандыктавской МТС Акмолинской области. С 1947 года — директор Балкашинской МТС Акмолинской области. Механизаторы Балкашинской МТС участвовали в освоении целины. В 1956 году совхозы, которые обслуживала Балкашинская МТС, собрали в среднем по 20,1 центнеров зерновых с каждого гектара.
Указом Президиума Верховного Совета СССР от 11 января 1957 года за особо выдающиеся успехи, достигнутые в работе по освоению целинных и залежных земель, и получение высокого урожая удостоен звания Героя Социалистического Труда с вручением ордена Ленина и золотой медали «Серп и Молот».
С 1957 года — директор Балкашинского треста совхозов и в 1963—1964 годах — директор Максимовского совхоза.
Окончил без отрыва от производства Ташкентский институт ирригации и механизации сельского хозяйства.
В 1964 году вышел на пенсию, некоторое время работал в городе Целинограде. Позже проживал в Целиноградской области.